# 佐牟田長堅
佐牟田 長堅（さむた ながかた）は、戦国時代から安土桃山時代にかけての武将。相良氏の家臣。大畑城主。

## 略歴
佐牟田氏は相良氏庶流。天文15年（1546年）、佐牟田頼秀の子として誕生。
長堅は島津氏戦で活躍した勇将であった。常に犬を連れて狩りに出掛けつつも、論語や六韜三略を携え、相良家が薩摩国を手に入れる方法を思案していたという。島津義弘は、国境の大畑城主である長堅を味方に誘おうと飯野万右衛門という長堅の狩り仲間を介して調略しようとしたが、長堅は逆に万右衛門に、義弘の首を取って見せてくれないかと返した。これを気にいった義弘は、自らの屋敷に長堅を呼び寄せて太刀を授けると、長堅も携帯していた秘蔵の火打石を返礼として渡した。
天正6年（1579年）、耳川の戦いの際に相良側は大口を伺う動きを見せていたのだが、相良・島津両家に緊張感が走る中、長堅は薩摩国の山中にある深田（深仁田とも）というところで火縄銃を用いて狩りを行っており、その最中に島津氏の送り出した刺客によって銃殺された。